# Adam Scott
Pour les articles homonymes, voir Scott et Adam Scott (homonymie).
Adam Derek Scott (né le 16 juillet 1980 à Adélaïde) est un golfeur australien, professionnel depuis juin 2000. Il a remporté le Masters en 2013 ainsi que 2 tournois du WGC. Il est numéro 1 mondial de mai à août 2014.

## Palmarès

### Tournoi majeur (1)
| Saisons | Tournoi |
| ------- | ------- |
| 2013    | Masters |

### WGC(2)
| Saisons | Tournoi                      |
| ------- | ---------------------------- |
| 2011    | WGC-Bridgestone Invitational |
| 2016    | WGC-Cadillac Championship    |

### PGA Tour(10)
| Saisons | Tournoi                               |
| ------- | ------------------------------------- |
| 2003    | Deutsche Bank Championship            |
| 2004    | THE PLAYERS Championship              |
| 2004    | Booz Allen Classic                    |
| 2005    | Nissan Open                           |
| 2006    | THE TOUR Championship                 |
| 2007    | Shell Houston Open                    |
| 2008    | EDS Byron Nelson Championship         |
| 2010    | Valero Texas Open                     |
| 2014    | Crowne Plaza Invitational at Colonial |
| 2016    | The Honda Classic                     |

### Tour Européen PGA(7)
| Saisons | Tournoi                                |
| ------- | -------------------------------------- |
| 2001    | Alfred Dunhill Championship            |
| 2002    | Qatar Masters                          |
| 2002    | Gleneagles Scottish PGA Championship   |
| 2003    | Scandic Carlsberg Scandinavian Masters |
| 2005    | Johnnie Walker Classic                 |
| 2008    | Qatar Masters                          |
| 2010    | Open de Singapour                      |

### Autres tournois remportés (3)
| Saisons | Tournoi           | Circuit                 |
| ------- | ----------------- | ----------------------- |
| 2005    | Open de Singapour | Asian Tour              |
| 2006    | Open de Singapour | Asian Tour              |
| 2009    | Open d'Australie  | PGA Tour of Australasia |